# Heterotropus indicus
Heterotropus indicus är en tvåvingeart som beskrevs av Nurse 1922. Heterotropus indicus ingår i släktet Heterotropus och familjen svävflugor. Inga underarter finns listade i Catalogue of Life.